# Магнітне нахилення
Магнітне нахилення (рос. магнитное наклонение, англ. magnetic inclination, magnetic dip; нім. magnetische Inklination f) — кут між напрямом напруженості геомагнітного поля і горизонтальною площиною (площиною горизонту) в певній точці земної поверхні. Величина магнітного нахилення змінюється від 0° на магнітному екваторі до 90° на магнітному полюсі. Напрямок напруженості геомагнітного поля визначають за магнітною віссю стрілки, вільно підвішеної в центрі ваги в даній точці Землі. Магнітне нахилення відраховується від горизонтальної площини вгору і вниз від 0 до 90°. Якщо кінець стрілки звернений донизу, нахилення вважається додатним, догори — від'ємним. Для врахування магнітного нахилення при магнітних зйомках користуються картою ізоклін (ізоліній магнітного нахилення).